# Instituto de Artivismo Hannah Arendt
Das Instituto de Artivismo Hannah Arendt (INSTAR) ist ein Künstlerkollektiv aus Kuba und entstand 2015 aus einer Kunstaktion von Tania Bruguera in Havanna. INSTAR ist ein Akronym, aber auch ein Verb, das „ermutigen“, „anstiften“ oder „aufstacheln“ bedeutet. Die kubanische Künstlerin Tania Bruguera veranstaltete eine kollektive Lesung aus Hannah Arendts „Elemente und Ursprünge totaler Herrschaft“.
Die Gruppe war Teil des kuratorischen Netzwerks für die documenta fifteen.
Das Kollektiv „Instituto de Artivismo Hannah Arendt“ (INSTAR) und deren Gründerin Tania Bruguera wurden mit dem Arnold-Bode-Preis 2021 ausgezeichnet.
Im Rahmen des Lumbung-Konzeptes begleitete sie die documenta fifteen.